# Thomas Little Heath
Thomas Little Heath   (Barnetby le Wold, 5 d'octubre de 1861 - Ashtead, 16 de març de 1940) va ser un matemàtic i alt funcionari britànic, conegut pels seus llibres sobre història de les matemàtiques de l'antiga Grècia.

## Vida i Obra
Heath, fill d'un granger, va fer els seus estudis primaris a l'escola de Caistor (Lincolnshire) els secundaris al Clifton College de Bristol, abans d'ingressar el 1879, amb una beca, al Trinity College (Cambridge), com ja havien fet els seus dos germans grans. A Cambridge va estudiar tan matemàtiques com clàssiques, rebent els màxims honors en les dues disciplines quan es va graduar el 1883.
L'any 1884 es va presentar a oposicions per funcionari de l'estat, obtenint la primera plaça en els exàmens i ingressant immediatament al Departament del Tresor. Va fer una brillant carrera de funcionari, essent successivament, assistent privat del Secretari Permanent (1887-1991), del Secretari de Finances (1891-1894), administrador principal (1901-1907) i sub-secretari (1907-1913). Un cop acabada la Primera Guerra Mundial va passar a ser controller general de la Oficina del Deute Públic, càrrec amb el qual es va jubilar el 1926. L'any següent de jubilar-se va publicar un llibre, The Treasury, en el qual descriu els canvis que hi va haver al ministeri durant els seus llargs anys de servei.
Però, tot i la seva provada honestedat i meticulositat en l'exercici de la funció pública (per les quals va ser nomenat cavaller), Heath és recordat per les seves obres escrites fora de les seves obligacions a Whitehall: quan estudiava a Cambridge ja havia començat a llegir els matemàtics de la Grècia Clàssica, sota la direcció del erudit James Gow (1854-1923). Aquesta afició va continuar durant tota la seva vida, aconseguint editar les versions angleses de moltes obres matemàtiques de la Grècia Clàssica, les quals es van convertir immediatament en el text estàndard per l'estudi d'Euclides, d'Apol·loni o d'Arquimedes, entre d'altres.
Tot i així, a vegades s'ha considerat que el seu mètode historiogràfic era anacrònic, ja que reescrivia les matemàtiques dels antics en notació moderna. Els seus objectius eren posar en relleu altres matemàtics grecs que havien estat eclipsats per Euclides i editar les seves traduccions acadèmiques al anglès de forma que fossin comprensibles per un matemàtic competent.
És difícil saber d'on treia el temps per altres passions seves com la música i el muntanyisme. La seva dona era músic professional i ell mateix era un extraordinari pianista. També havia fet llargues passejades i alguns cims dels Dolomites.

### Llibres publicats
A part d'una trentena d'articles científics, crítiques de llibres i entrades enciclopèdiques, els seus llibres són els següents:
- 1895 - Diophantus of Alexandria; a study in the history of Greek Algebra. Dues terceres parts del llibre estan dedicades a presentar l'obra de Diofant d'Alexandria en anglès, amb les anotacions pertinents. L'altra tercer apart, un annex, és un resum dels seus tractats d'Aritmètica i dels Nombres Poligonals. En una nova edició, vint-i-cinc anys posterior, a més d'afegir recerques més recents, va incloure treballs d'Euler i de Fermat relacionats amb l'obra de Diofant.[5]
- 1896 - Apollonius of Perga; a treatise on conic sections.
- 1897 - The works of Archimedes. El descobriment el 1906 per Heiberg del palimpsest d'Arquimedes,[16] va fer que Heath publiqués un nou llibre el 1912 amb el títol de The Method of Archimedes, recently discovered by Heiberg.
- 1908 - The thirteen books of Euclid's Elements. Es tracta d'una traducció literal de l'edició canònica dels Elements d'Euclides establerta per Heiberg el 1883. El 1920 va editar el primer llibre dels Elements en grec clàssic amb notes i una introducció gramatical pels lectors menys avesats: Euclid in Greek, Book I; with introduction and notes.
- 1913 - Aristarchus of Samos, the ancient Copernicus; a history of Greek Astronomy to Aristarchus. La primera meitat del volum tracta de l'obra d'Aristarc de Samos, l'únic filòsof grec que deia que la Terra es mou al voltant del Sol; l'altra meitat és una història de l'astronomia grega clàssica.[17]
- 1921 - A History of Greek Mathematics, en dos volums. És la seva obra magna.[18] És una obra que tan va dirigida al humanista clàssic com al expert matemàtic. El primer volum cobreix de Tales fins a Euclides i el segon des d'Arquimedes fins a Pappos. Un capítol final parla de l'època bizantina des de Teó i Hipàcia fins a Planudes i als quadrats màgics de Moschopoulos.[19] El 1931 en va publicar una versió abreujada amb el títol de A Manual of Greek Mathematics.
- 1948 (pòstum) - Mathematics in Aristotle. On es recullen els treballs que estava duent a terme abans de la seva mort sobre les matemàtiques d'Aristòtil.[20]